# César Vallejo
César Abraham Vallejo Mendoza (Santiago de Chuco, 16 maart 1892 – Parijs, 15 april 1938) was een Peruviaans schrijver en journalist.